# Liste der Naturdenkmale in Münstertal/Schwarzwald
| Naturdenkmale | Anzahl |
| ------------- | ------ |
| FND           | 4      |
| END           | 1      |
| Gesamt        | 5      |

Die Liste der Naturdenkmale in Münstertal/Schwarzwald nennt die verordneten Naturdenkmale (ND) der im baden-württembergischen Landkreis Breisgau-Hochschwarzwald liegenden Gemeinde Münstertal/Schwarzwald. In Münstertal gibt es insgesamt fünf als Naturdenkmal geschützte Objekte, davon vier flächenhafte Naturdenkmale (FND) und ein Einzelgebilde-Naturdenkmal (END).
Stand: 1. November 2016.

## Flächenhafte Naturdenkmale (FND)
| Name                        | Bild | Kennung     | Einzelheiten           | Position | Fläche Hektar | Datum        |
| --------------------------- | ---- | ----------- | ---------------------- | -------- | ------------- | ------------ |
| Felsen am Stampfbachweg     | BW   | 83151300003 | Münstertal/Schwarzwald | ⊙        | 0,4           | 1. Apr. 1966 |
| Preyerwaldfelsen            | BW   | 83151300002 | Münstertal/Schwarzwald | ⊙        | 4,5           | 1. Apr. 1966 |
| Scharfenstein und Rehfelsen | BW   | 83151300001 | Münstertal/Schwarzwald | ⊙        | 15,5          | 1. Apr. 1966 |
| Stampfbach-Wasserfall       | BW   | 83151300004 | Münstertal/Schwarzwald | ⊙        | 0,8           | 1. Apr. 1966 |
| Legende für Naturdenkmal    |      |             |                        |          |               |              |

## Einzelgebilde (END)
| Name                     | Bild | Kennung     | Einzelheiten           | Position | Fläche Hektar | Datum        |
| ------------------------ | ---- | ----------- | ---------------------- | -------- | ------------- | ------------ |
| 5 Weidbuchen             | BW   | 83151300026 | Münstertal/Schwarzwald | ⊙        | 0,0           | 1. Apr. 1966 |
| Legende für Naturdenkmal |      |             |                        |          |               |              |